# Soßenkuchen

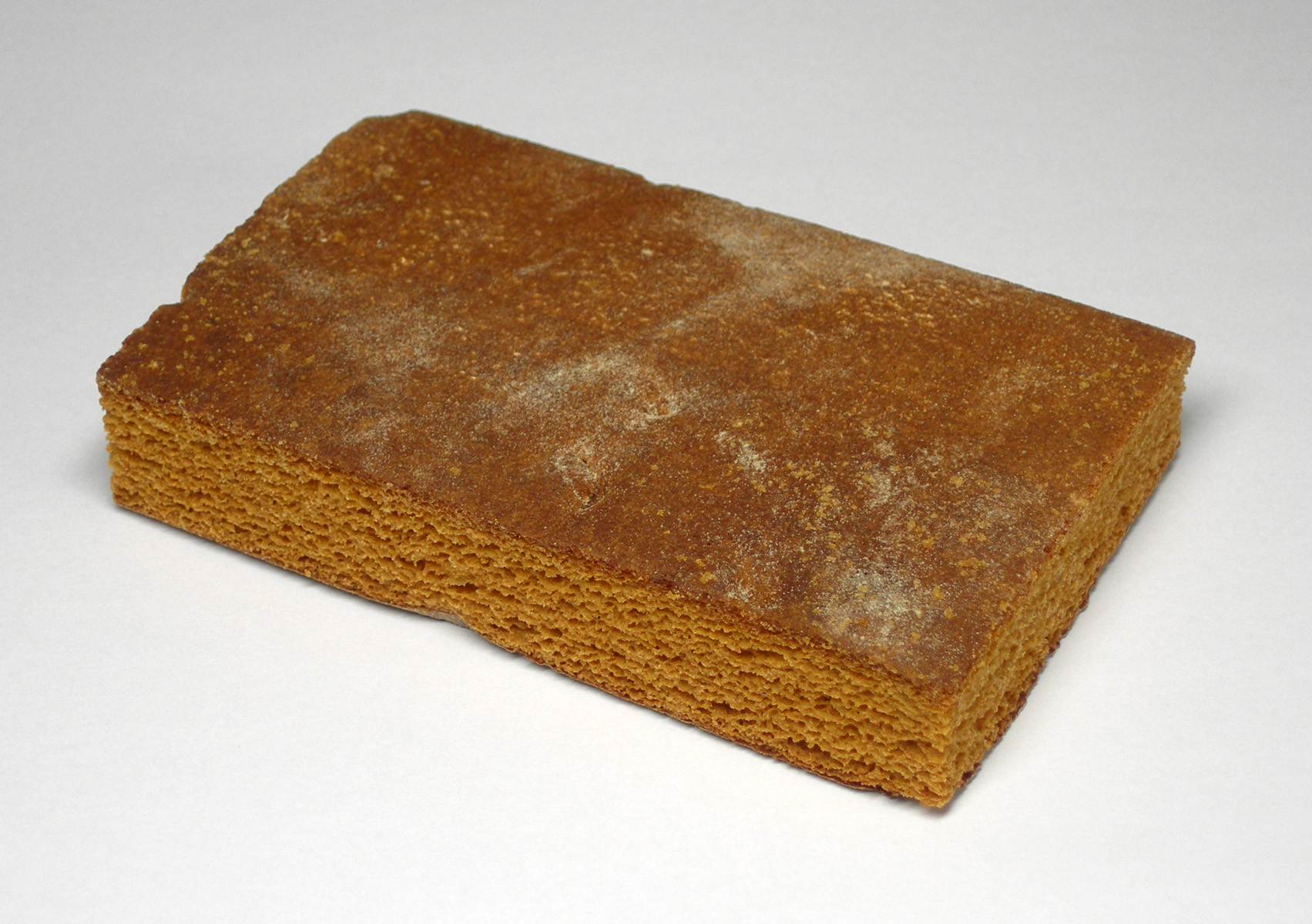
Soßenkuchen

Soßenkuchen oder Soßenlebkuchen (in Österreich auch Reibelebkuchen oder Reibekuchen) sind nur schwach gesüßte, einfache Lebkuchen, die zur Verfeinerung und Bindung dunkler Saucen dienen, z. B. der von Sauerbraten und Wildgerichten. Sie lassen sich auch für Rotkohl und andere kräftige Gerichte verwenden. Soßenkuchen sind vor allem in der süd- und südostdeutschen sowie der böhmischen Küche bekannt.
Die einfachen Lebkuchen werden mit verschiedenen Gewürzen wie Kardamom, Zimt, Nelken, Piment, Koriander, Muskatnuss, Macis, regional auch Anis und Ingwer gewürzt.
Soßenkuchen wird fein geschnitten oder gerieben in Flüssigkeiten wie Wasser, Milch, Sahne oder Wein eingeweicht und dann in der Sauce mitgekocht. In einigen Regionen bildet Soßenkuchen auch die Basis von herbem Gebäck oder wird als Zutat für vorwiegend winterliche Süßspeisen verwendet, beispielsweise als Füllung von Bratäpfeln.